# Марк Чизом
Марк Чизом (енгл. Mark Chisholm; 18. септембар 1981) аустралијски је рагбиста. Играо је за младу селекцију Аустралије до 19 година. Сезону 2002., провео је у Квинсленд Редсима, а затим је прешао у Брамбисе. Добро игра у ауту, агресиван је у одбрани, па је несумњиво један од бољих аустралијских играча скрама 21. века. Дебитовао је у дресу Валабиса против Шкотске у тест мечу 2004. Био је део репрезентације Аустралије на светском првенству 2007., одржаном у Француској. Покидао је лигаменте 2011., па је пропустио светско првенство на Новом Зеланду. 5. августа 2015., потписао је за двоструког шампиона Старог континента Манстер. Дебитовао је за Манстер у мечу келтске лиге против Оспрејса, а у купу шампиона у мечу против италијанског Бенетона. Ожењен је и има петоро деце. 